# Piave (Wein)
Unter der Bezeichnung Piave werden in den norditalienischen Provinzen Venedig und Treviso Weiß- und Rotweine erzeugt, die seit dem 11. August 1971 den Status einer kontrollierten Herkunftsbezeichnung „Denominazione di origine controllata“ (kurz DOC) besitzen. Die letzte Aktualisierung wurde am 7. März 2014 veröffentlicht.

## Anbaugebiet
Der Anbau und die Vinifikation dürfen in folgenden Gemeinden durchgeführt werden:
- In der Provinz Venedig: Fossalta di Piave, Marcon, Meolo, Noventa di Piave, Quarto d’Altino, San Donà di Piave, und in Teilen der Gemeinden von Venedig, Ceggia, Eraclea, Jesolo, Musile di Piave und Torre di Mosto
- In der Provinz Treviso: Arcade, Breda di Piave, Casale sul Sile, Cessalto, Chiarano, Cimadolmo, Codognè, Fontanelle, Godega di Sant’Urbano, Gorgo al Monticano, Mareno di Piave, Maserada sul Piave, Monastier, Oderzo, Ormelle, Ponte di Piave, Ponzano Veneto, Portobuffolé, Povegliano, Roncade, Salgareda, San Biagio di Callalta, San Fior, San Polo di Piave, Santa Lucia di Piave, Spresiano, Vazzola, Zenson di Piave, und in Teilen der Gemeinden von Carbonera, Casier, Gaiarine, Mansuè, Mogliano Veneto, Orsago, Preganziol, Silea, Villorba, Colle Umberto, Conegliano, Cordignano, Giavera del Montello, Montebelluna, Motta di Livenza, Nervesa della Battaglia, Paese, San Vendemiano, Susegana, Trevignano, Vittorio Veneto und Volpago del Montello.

Im Jahr 2017 wurden 28.212 Hektoliter DOC-Wein erzeugt.

## Erzeugung
Folgende Weintypen werden innerhalb dieser Denomination erzeugt:

### Verschnittwein(Cuvée)
- Piave Rosso: muss zu mindestens 50 % aus der Rebsorte Merlot bestehen. Höchstens 50 % andere rote Rebsorten dürfen zugesetzt werden.

### FastsortenreineWeine
- - Folgende Weine müssen zu mindestens 85 % die genannte Rebsorte enthalten. Höchstens 15 % andere analoge Rebsorten, die für den Anbau in den Provinzen Venedig und Treviso zugelassen sind, dürfen zugesetzt werden.
- Piave Cabernet (aus Cabernet Franc und/oder Cabernet Sauvignon und/oder Carmenère)
- Piave Carmenère
- Piave Merlot
- Piave Manzoni Bianco
- Piave Raboso (aus Raboso Piave und/oder Raboso Veronese);
- Piave Tai (aus Tocai Friulano);
- Piave Verduzzo (aus Verduzzo Trevigiano und/oder Verduzzo Friulano);
- Piave Chardonnay